# Операция «Тонга»
Операция «Тонга» (англ. Operation Tonga; Тонга — тихоокеанское государство в Полинезии) — кодовое название крупной воздушно-десантной операции союзников, осуществлённой силами британской 6-й воздушно-десантной дивизии с 5 по 7 июня 1944 года в ходе высадки в Нормандии во время Второй мировой войны.
Дивизия под командованием генерал-майора Ричарда Гейла была десантирована на парашютах и планёрах на восточном фланге вторжения Союзников, между реками Орн и Див в районе города Кан, для решения нескольких приоритетных боевых задач. Им предстояло захватить невредимыми и удерживать два стратегически важных автомобильных моста через Канский канал и Орн, чтобы предотвратить фланговые удары немецких войск по морскому десанту союзников, а в дальнейшем использовать их, как единственный в восточном направлении выход на оперативный простор для развития наступления британских войск. Кроме того, было необходимо нейтрализовать артиллерийскую батарею в Мервиле, которая, как полагала разведка Союзников, была вооружена крупнокалиберными дальнобойными орудиями, способными причинить значительный ущерб британцам, высаживающимся на пляже «Сорд». В задачи десанта также входило уничтожение нескольких мостов через реку Див, чтобы не допустить перемещения по ним немецких войск, и освобождение нескольких населённых пунктов. После достижения целей операции, дивизии предписывалось удерживать захваченный плацдарм до подхода основных сил союзников с побережья.
Дивизия столкнулась со значительными трудностями — в результате сочетания плохой погоды и навигационных ошибок пилотов личный состав и снаряжение многих подразделений были рассеяны на большой территории, зачастую вдалеке от целей, что привело к значительным потерям и осложнило проведение операций. В частности, 9-му парашютному батальону пришлось штурмовать хорошо укреплённую Мервильскую батарею лишь четвертью личного состава при почти полном отсутствии тяжёлого вооружения. Тем не менее, несмотря на потерю половины своих бойцов, десантникам удалось захватить и вывести батарею из строя. В целом, несмотря на все сложности, дивизии удалось выполнить поставленные перед ней задачи. Так, небольшой штурмовой отряд бойцов 2-го батальона Оксфордширского и букингемширского полка лёгкой пехоты, высаженный на планёрах, успешно овладел мостами через реку Орн и Канский канал. Мосты через реку Див были разрушены, большое число населённых пунктов — занято. Воздушные десантники сформировали оборонительный плацдарм и, несмотря на непрерывные контратаки вермахта, с успехом удерживали его до подхода подкреплений с побережья. Своими действиями дивизия дезорганизовала и внесла хаос в управление немецкими войсками, чем предотвратила контратаки в зоны в высадки морского десанта в первые часы вторжения, когда войска Союзников были наиболее уязвимы.

## Предыстория

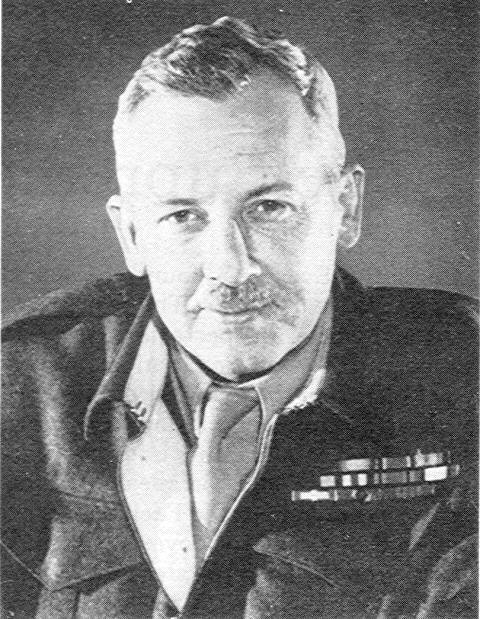
Фредерик Морган, автор первоначального плана операции «Оверлорд».

Операция «Тонга» была разработана в ходе подготовки вторжения в оккупированную немцами Францию — стратегической операции союзников под кодовым названием «Оверлорд» (англ. Ovrerlord). В 1943 году президент США Франклин Делано Рузвельт и премьер-министр Великобритании Уинстон Черчилль договорились на конференции в Вашингтоне о подготовке вторжения в северо-западную Европу, для чего необходимо было сконцентрировать все свободные войска союзников на Британских островах. Предварительно начало операции было назначено на май 1944 года. Для разработки плана морского десанта был образован объединённый англо-американский штаб во главе с генерал-лейтенантом Фредериком Морганом, который получил должности начальника штаба и верховного главнокомандующего объединёнными силами союзников (англ. COSSAC).
С самых ранних этапов планирования союзники полагали, что наземным войскам потребуется поддержка воздушного-десанта для защиты районов высадки. Так, например, план операции «Скайскрейпер» (англ. Skyscraper) предполагал поддержку высадки пяти пехотных дивизий на побережье силами двух воздушно-десантных дивизий. Одна должна была высадиться в окрестностях Кана, а другая на восточном побережье полуострова Котантен. Амбициозный план «C», предложенный генералом Джорджем Маршаллом, включал масштабное десантирование с воздуха в районе реки Сена, для того, чтобы немецкие войска оставались разделёнными на двое в течение дня «Д» (англ. D-Day). В итоге, Морган и его штаб пришли к выводу, что вторжение должно происходить на участке протяжённостью 30 миль к западу от реки Орн. В окончательном варианте предполагалось ранним утром первого дня сбросить воздушный десант на город Кан, чтобы обеспечить пути наступления трём дивизиям первой волны вторжения с моря.
После того, как генерал Бернард Монтгомери был назначен командующим 21-й группы армий, а также получил командование всеми наземными силами вторжения в Нормандию, план операции «Оверлорд» был неоднократно пересмотрен. 21 января 1944 года его обновлённая версия была представлена генералу Дуайту Эйзенхауэру, назначенному верховным главнокомандующим силами вторжения союзников. В этом варианте плана участок высадки был расширен и теперь включал всё побережье между Орном и восточным берегом полуострова Котантен. Пять дивизий должны были высадиться на пляжах, при поддержке трёх дивизий воздушного десанта, которые, приземлившись по обеим сторонам участка высадки, обезопасят его с флангов и защитят от контратак противника. Британские воздушные десантники были направлены на восточный, американские — на западный фланги.

## Приготовления

### Приготовления британских войск
6-й британской воздушно-десантной дивизии генерал-майора Ричарда Гейла предстояло высадиться и действовать на восточном фланге зоны вторжения. Дивизия была сформирована недавно, в апреле 1943 года, и операция «Оверлорд» должна была стать для неё боевым крещением. В отличие от прежнего опыта применения воздушного десанта для решения всевозможных малых боевых задач, попытка осуществить одну крупную операцию силами целой десантной дивизии предпринималась впервые. Поэтому в ходе подготовки высадки шло основательное обсуждение того, чем именно десантникам предстоит заняться на вражеской территории. Так ещё в январе 1944 года генерал Гейл отмечал, что у него «до сих пор нет ни малейших признаков определённости относительно задач воздушного-десанта», и потому допускал все возможные варианты применения своей дивизии, что в целом отражало состояние обсуждения плана дня «Д», идущего на стратегическом уровне. 17 февраля 1944 года генерал-майор Фредерик Браунинг, командующий всеми британскими воздушно-десантными войсками, прибыл в штаб Гейла, чтобы проинформировать его о боевых задачах, которые дивизии предстояло выполнить в ходе вторжения, и о её роли в операции «Тонга». Первоначальный план, однако, не предусматривал использование всей дивизии — было решено ограничиться парашютной бригадой и противотанковой батарей, которые должны были быть приданы 3-й пехотной дивизии. Этим частям предстояло захватить мосты через Канский канал и реку Орн возле коммун Бенувиль и Ранвиль. Гейл воспротивился такой маломасштабной операции, аргументируя свои возражения тем, что бригада не сможет справиться с поставленными задачами в силу своей малочисленности. Вместо этого генерал-майор запросил разрешения задействовать всю дивизию. После консультации с вышестоящим начальством, Браунинг одобрил запрос Гейла и приказал ему начать планирование операции.
Кроме защиты левого фланга высаживающихся с моря войск и занятия стратегически важных районов к востоку от Кана, перед дивизией стояли три особых задачи. Во-первых, предстояло захватить неповреждёнными и защищать от контратак противника два автомобильных моста: через Канский канал и реку Орн. Генерал Гейл знал, что по этим мостам будет пролегать единственный путь к зоне высадке на побережье, откуда его дивизии будут поступать подкрепления и материальное обеспечение, однако о том, что они не рассчитаны на вес танков известно не было. Во-вторых, предстояло уничтожить хорошо укреплённую Мервильскую артиллерийскую батарею, чтобы предотвратить обстрел войск, которые будут высаживаться на участке «Сорд-Бич». В-третьих, дивизия должна была уничтожить несколько мостов через реку Див в районе населённых пунктов Варавиль, Бюр, и Троарн, чтобы не допустить перемещения по ним немецких войск. По достижении этих целей, дивизии предстояло удерживать захваченный плацдарм до подхода основных сил с побережья.

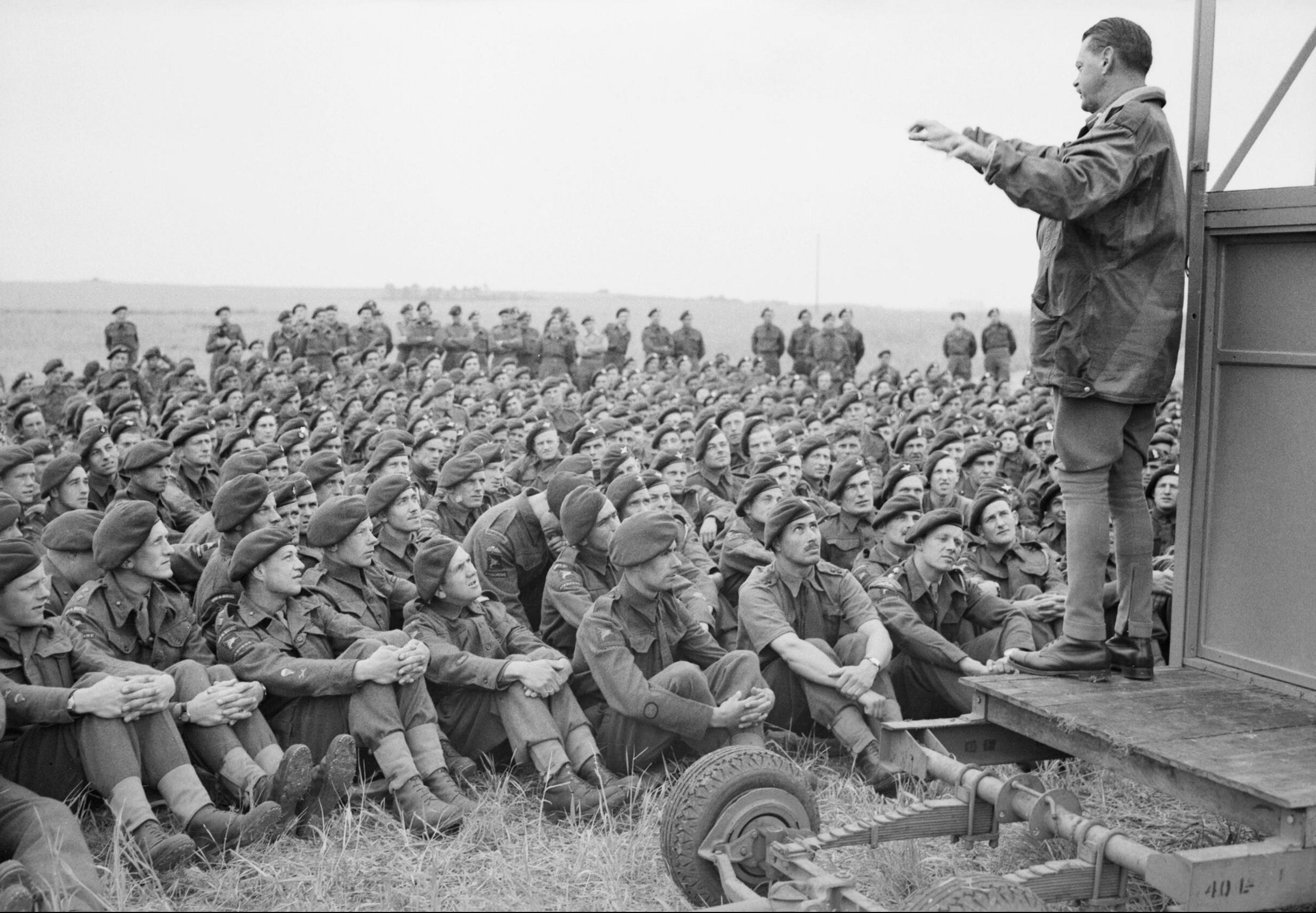
Генерал-майор Ричард Гейл инструктирует солдат своей дивизии.

Детальное планирование операции началось в феврале 1944 года. Прежде всего, потребовалось резко увеличить количество воздушно-транспортных средств, чтобы обеспечить десантирование целой дивизии. Для того, чтобы справиться с её доставкой в два этапа, для операции было выделено две авиагруппы Королевских ВВС. Их личный состав начал усиленную лётную подготовку — пилоты тренировались летать в боевых порядках, а прочие члены экипажей оттачивали специальные навыки, необходимые для выполнения данной операции. 6-я воздушно-десантная дивизия провела несколько крупномасштабных учений с целью определение наиболее эффективного способа развёртывания на одной или нескольких площадках приземления. 6 февраля того же года было проведено учебное десантирование 3-й парашютной бригады с 98 транспортных самолётов. В конце марта, в ходе учений «Биз II» (англ. Bizz II), 284 самолёта и планера высадили дивизию в полном составе. И наконец, 21 и 26 апреля на учениях под кодовым названием «Маш» (англ. Mush) около 700 летательных аппаратов было задействовано, чтобы высадить 1-ю воздушно-десантную дивизию и 1-ю независимую парашютную бригаду Польских вооружённых сил на Западе в качестве условного противника 6-й дивизии, передвигавшейся по дорогам. Таким образом, была произведена имитация полномасштабной десантной операции.
По мере приближения даты начала операции тренировки становились всё более интенсивными. Подразделения планёров часами кружили над аэродромами, отрабатывая манёвры, необходимые для точной посадки возле мостов через Канский канал, реки Орн и Див, а также на Мервильской батарее. Как только пилоты закрепляли эти навыки в дневное время, их переключали на ночные полёты. В районах проведения учений были установлены десятки шестов — противопланёрных заграждений, подобных тем, что немцы возводили в Нормандии — с их помощью сапёрные подразделения старались улучшить время, необходимое для устранения таких препятствий. Батальон, которому предстояло нейтрализовать Мервильскую батарею, в течение двух недель в деталях отрабатывал её штурм в специальном лагере, где была возведена полномасштабная копия батареи. Штурмовая группа, отобранная для coup-de-main удара по мостам, была переброшена в окрестности Эксетера в Юго-Западной Англии. Там они провели несколько учебных штурмов двух мостов через Эксетерский судоходный канал, аналогичных тем, что предстояло захватить в Нормандии. Кроме того, пилотов планёров и транспортных самолётов постоянно инструктировали с помощью тысяч карт и аэрофотоснимков районов посадки и прилегающих к ним территорий, а также десятков масштабных моделей участков приземления и основных целей операции, таких, как мосты и Мервильская батарея. Из аэрофотоснимков был смонтирован цветной учебный фильм, который при проецировании с необходимой скоростью и высотой над масштабными моделями местности, позволял довольно реалистично симулировать траекторию захода пилота планёра на посадку в заданный район.

### Приготовления немецких войск
Солдатам 6-й британской воздушно-десантной дивизии противостояли войска вермахта, дислоцированные в районе вокруг города Кан и реки Орн. Эти войска, состоящие из 709-й и 716-й пехотных дивизий, являлись статичными формированиями, сформированными из немецких солдат с неудовлетворительными медицинскими данными и призывников, набранных на оккупированных территориях Советского Союза и Европы. В обеих дивизиях на вооружении состояли различные противотанковые средства, а также небольшое количество танков и самоходок немецкого и французского производства. Ни одна из этих дивизий не представляла собой эффективного соединения: разведка союзников оценивала их оборонительную способность как 40 % эффективности первоклассной пехотной дивизии, стоящей в обороне, а способность к контратаке — как 15 % эффективности контратакующей качественной дивизии. Кроме того, разведка обнаружила в окрестности две танковые роты, а также несколько пехотных соединений, сформированных из учебных подразделений. 12-я танковая дивизия СС «Гитлерюгенд» также считалась угрозой для десантников, так как она была расположена в находящемся неподалёку Ренне и в её составе было много самоходок и танков, включая машины типа «Пантера». Предполагалось, что эта дивизия сможет прибыть к восточным окрестностям Кана через двенадцать часов после высадки воздушного десанта, а находящаяся неподалёку 352-я пехотная дивизия — через восемь часов.
Кроме живой силы противника и его техники, британских солдат ожидало также большое количество оборонительных позиций и препятствий, установленных по приказу фельдмаршала Эрвина Роммеля. По приказу Гитлера в ноябре 1943 года Роммель был назначен генеральным инспектором прибрежных укреплений и командующим группой армий «B». По прибытии, фельдмаршал оценил существующие укрепления как недостаточно мощные и немедленно начал процесс их усиления. В частности, он считал, что мощность укреплений, находящиеся в глубине французской территории, составляют не более 30 % от мощности немецких укреплений. Меры, принятые Роммелем против возможного воздушного десанта, состояли в создании минных полей и установке двухметровых заборов из металлических шестов и колючей проволоки. На многих таких заборах для уничтожения планёров и спускающихся парашютистов крепились мины (в частности, мины-ловушки). В своём дневнике во время инспекции одного района Роммель записал, что для предотвращения высадки с воздуха дивизия установила более 300 000 кольев, а корпус — более 900 000. Мервильская артиллерийская батарея, уничтожение которой являлось одной из основных задач десантников, была особенно сильно укреплена. С побережья её защищали два укрепления, включающих в себя около тридцати бункеров, а также наблюдательный пост. Сама батарея состояла из бункера, в котором находился командный пункт, двух блокгаузов, противовоздушной установки и четырёх казематов, способных хранить артиллерийские снаряды калибром до 150 мм. Батарея занимала площадь диаметром около 400 м и была окружена по внутреннему периметру колючей проволокой и минным полем, а по внешнему периметру — колючей проволокой и противотанковым рвом.

## Сражение
Операция «Тонга» началась 5 июня в 22:56, когда шесть тяжёлых бомбардировщиков «Галифакс» поднялись в воздух, буксируя шесть планёров «Хорса». В планёрах находился ударный отряд, состоящий из роты «D» Оксфордширского и Бэкингемширского полка лёгкой пехоты, усиленной двумя взводами роты «B» и несколькими сапёрами, необходимыми для захвата мостов через Канский канал и реку Орн. Через несколько минут, между 23:00 и 23:30 в направлении Нормандии вылетели шесть транспортных самолётов «Альбемарль», на борту которых находились десантники-целеуказатели из состава 22-й отдельной парашютной роты, в задачу которых входило обозначение трёх зон, предназначенных для выброски сил дивизии. За первыми шестью «Альбемарлями» последовали ещё шестнадцать: на этот раз самолёты перевозили соединения 9-го парашютного батальона, 1-го канадского парашютного батальона и штаб 3-й парашютной бригады.
После этой небольшой группы, через полчаса в воздух стали подниматься все остальные самолёты и планёры, перевозившие 6-ю воздушно-десантную дивизию. Этот «заход» был поделен на три группы. Первая группа, перевозящая основную часть 3-й и 5-й парашютных бригад, а также их тяжёлое снаряжение, состояла из 239 самолётов «Дакота» и «Шорт Стирлинг», а также семнадцати планёров «Хорса». Этим войскам предстояло высадиться на обозначенных зонах в 00:50. Вторая группа, которая должна была приземлиться в 03:20, состояла из 65 планёров «Хорса» и четырёх планёров «Гамилькар». На борту находился штаб 6-й дивизии и противотанковая батарея. Последняя, третья группа, состоявшая из трёх планёров «Хорса», перевозивших сапёров и солдат 9-го парашютного батальона, должна была быть выброшена над мервильской батареей в 04:30. Во втором «заходе» десанта, состоящем из 220 планёров «Хорса» и «Гамилькар», перевозилась, в основном, 6-я авиадесантная бригада. Этот десант должен был приземлиться на отведённой ему зоне в 21:00.

### 5-я парашютная бригада
Первым подразделением 6-й дивизии, высадившимся в Нормандии, был ударный отряд из Оксфордширского и Бэкингемширского полка лёгкой пехоты под командованием майора Джона Говарда; несмотря на то, что этот отряд был географически отделён от 5-й парашютной бригады бригадира Найджела Поэтта, он оставался её неотъемлемой частью. Хотя три планёра, перевозившие отряд для захвата моста Пегас через Канский канал, должны были приземлиться в зоне посадки Х в 00:20, фактически, главный планёр отсоединился от самолёта в 00:07 и приземлился в 00:15. Для уменьшения скорости и предотвращения возможного резкого толчка при посадке был использован специальный тормозной парашют, имевшийся в задней части планёра; этот парашют был установлен для того, чтобы компенсировать большой вес машины, возникший из-за тяжёлого снаряжения экипажа. Несмотря на эти меры предосторожности, планёр всё же получил ощутимый толчок при посадке с большой скоростью на землю у моста. Толчок был такой силы, что пилот и его помощник были выброшены из кабины через лобовое стекло, после чего потеряли сознание, а пассажиры получили шок. Второй планёр приземлился примерно через минуту после первого. Для того, чтобы предотвратить столкновение с первой машиной, пришлось резко отклониться от курса, из-за чего планёр разломался на две части. Третий планёр успешно приземлился в 00:18, но после приземления соскользнул в пруд, что привело к ранению нескольких солдат и гибели одного. Десантники покинули машины и организовались. Как оказалось, часовой, охранявший мост, не обратил внимания на шум приземляющихся планёров, так как он принял его за звук разбивающегося о землю бомбардировщика. Один взвод открыл огонь по часовому и забросал гранатами бетонный бункер, в котором, как предполагалось, находились заряды для подрыва моста. Второй взвод стал штурмовать траншеи и пулемётные гнёзда, установленные на восточном берегу канала, а третий взвод начал выдвигаться к мосту. Один из часовых успел выпустить сигнальную ракету, другой был убит при попытке открыть огонь по десантникам, а третий ретировался. После короткой перестрелки с появившимся у моста унтер-офицером, также отступившим после того, как у него закончились боеприпасы, десантники окончательно завладели мостом, который, вопреки ожиданиям, не был заминирован. Мост был захвачен к 00:24.
Второй ударный отряд при захвате моста через реку Орн встретил больше трудностей чем первый при выполнении своего задания: два первых планёра приземлились невредимыми в районе посадки Y в 00:24, но третий был отпущен в неверном месте, из-за того, что в самолёте, тянувшем планёр, приняли реку Див за реку Орн. В результате, третий планёр приземлился в 13 км к востоку от цели. Несмотря на это, солдаты направились к реке Орн. У реки было обнаружено пулемётное гнездо противника, которое было подавлено с помощью миномётного огня. Кроме того, не было обнаружено никаких дополнительных защитных укреплений, и два взвода захватили мост. Оба моста были захвачены за пятнадцать минут ценой небольших потерь. Войска, захватившие мосты, удерживали их до прибытия подкреплений из 7-го парашютного батальона. За это время пришлось выдержать несколько спонтанных попыток отбить мосты, предпринятых немцами. В 01:30 два немецких танка попытались въехать на мост, но были отбиты, причём, один танк был подбит из противотанкового гранатомёта PIAT.

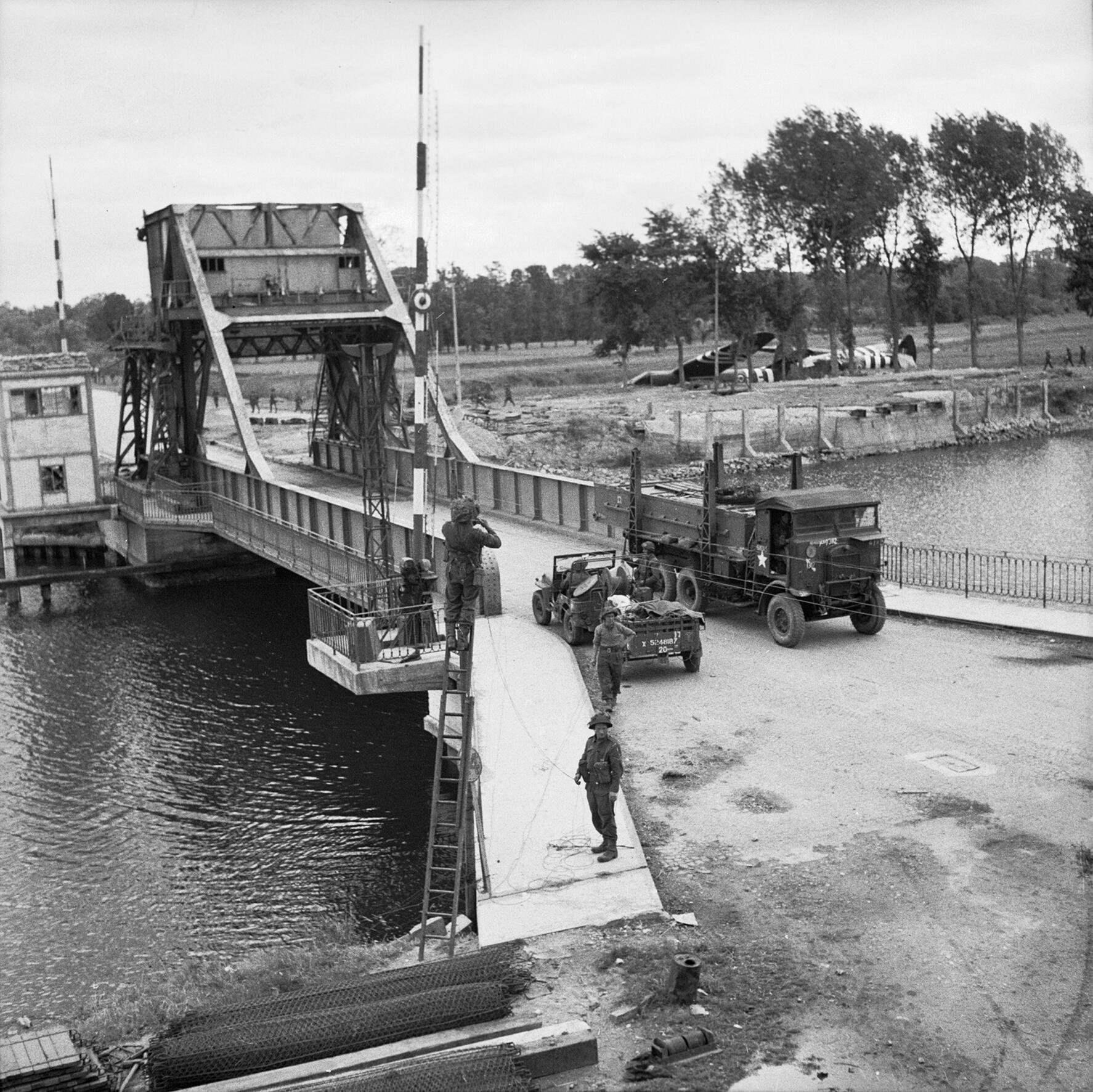
Мост Пегас через Канский канал, июнь 1944 г.
Назван в честь крылатого коня, изображённого на эмблеме британских десантников.

Сразу же за ударной группой последовали солдаты-целеуказатели из 22-й отдельной парашютной роты, в задачу которых входило обозначение зон посадки и выброски для остальных войск дивизии, которым также предстояло десантироваться в темноте. Из-за сочетания плотной облачности и плохой навигации только один отряд целеуказателей был выброшен правильно; самолётам, перевозящим остальных солдат пришлось сделать два-три захода над зонами выброски. Целеуказатели, которые должны были высадиться в зоне выброски «N», оказались рассредоточенными на очень большой территории, поэтому они не успели добраться до своей зоны за полчаса. Другой отряд, предназначенный для зоны выброски «K», был случайно выброшен в зоне «N». Ошибка не была замечена, поэтому был обозначен не тот участок, из-за чего определённое число десантников позже высадилось в не предназначенной для них зоне. Третий отряд целеуказателей, принадлежавших 9-й парашютной бригаде, в задачу которого входило обозначение зоны высадки для войск, предназначенных для штурма мервильской артиллерийской батареи, был практически целиком уничтожен в ходе рейда бомбардировщиков «Авро Ланкастер» королевских ВВС. Бомбардировщики, летевшие, чтобы бомбить мервильскую батарею, промахнулись и попали по территории, на которой находились солдаты.
В результате всех этих ошибок, оставшаяся часть 5-й бригады, высадившаяся после выброски целеуказателей, оказалась разбросанной по большой территории, которая не была предназначена для высадки. Соединения, принадлежащие 7-му парашютному батальону были так сильно разбросаны, что к 03:00 под командованием командира батальона находилось только 40 % от всего личного состава, хотя, люди продолжали прибывать на протяжении всей ночи и последующего дня. Солдатам удалось найти относительно небольшое число контейнеров со снаряжением, из-за чего у них оказалось мало тяжёлого вооружения и средств связи. Несмотря на это, батальону удалось соединиться с ударными отрядами, захватившими мосты через Орн и Канский канал, а также организовать единый фронт обороны от немецких контратак.
Первая организованная реакция немцев на захват мостов начался между 05:00 и 07:00. Она состояла из изолированных и, чаще всего, нескоординированных атак танков, бронированных автомобилей и пехоты, с течением времени набиравшими интенсивность. Люфтваффе попытались уничтожить Канский мост при помощи 450-кг бомбы, но она не сдетонировала; кроме того, мост попытались атаковать два немецких береговых судна, но и их атака была отбита. Несмотря на тяжесть некоторых контратак, солдатам 7-го батальона и десантникам, изначально захватившим мосты, удалось удержать их до 19:00, когда к мостам подоспели высадившиеся морем соединения 3-й британской пехотной дивизии. Подоспевшие силы полностью сменили всех защитников мостов к 01:00.
Два других батальона 5-й бригады, а именно — 12-й и 13-й, также оказались очень сильно разбросанными сразу после высадки, состоявшейся в 00:50: когда оба соединения стали выдвигаться со своих точек сбора, в батальонах было не более 60 % личного состава. Между тем, на протяжении последующего дня, к батальонам присоединялись группы отставших солдат. Обоим соединениям предстояло зачистить зону высадки «N» и оборонять два моста, захваченных ранее ударными отрядами — достаточно трудные задания для разбросанных по большой территории соединений. 12-му батальону было приказано зачистить деревню Ле Ба де Ранвиль, а 13-му батальону — город Ранвиль. 12-й батальон справился со своей задачей к 04:00, а 13-й батальон — примерно в то же время, хотя сопротивление в городе оказалось более серьёзным, чем в деревне. Одной из рот 13-го батальона было предписано остаться в зоне высадки, чтобы защитить роту сапёров, расчищавшую территорию от взрывчатки и препятствий для того, чтобы штаб 6-й воздушно-десантной дивизии мог безопасно приземлиться. Оба батальона удерживали занятые ими позиции до тех пор, пока их не сменили войска, высадившиеся с моря. За это время 12-й батальон был подвергнут тяжёлому миномётному и артиллерийскому обстрелу, кроме того, его солдатам пришлось отразить две контратаки, предпринятые 125-м моторизованным полком: первая атака закончилась взятием определённого числа немецких пленных и подбитым немецким танком, а вторая была отбита при помощи недавно приземлившейся противотанковой батареи.

### 3-я парашютная бригада
3-я парашютная бригада бригадира Джеймса Хилла начала высаживаться одновременно с соединениями 5-й бригады, встретив те же проблемы: все её соединения оказались разбросанными из-за плохой навигации, плотной облачности, а также из-за того, что некоторые из зон высадки не были помечены, или были помечены, но неправильно размещены из-за ошибок целеуказателей. Одним из первых соединений бригады, оказавшимся на французской земле, стал 9-й парашютный батальон, в чьи задачи входило не только уничтожение мервильской батареи, но и захват деревни Ле Плен, блокирование дорог, ведущих в эту деревню и захват штаб-квартиры немецкого флота в Сальнеле, возле реки Орн. Солдаты батальона оказались разбросанными по большой территории, многие из них оказались достаточно далеко от предназначенного района высадки: так, например, командир батальона подполковник Теренс Отуэй вместе с несколькими солдатами высадился в 370 м от зоны высадки, приземлившись на ферму, используемую в качестве командного поста немецким батальоном. После короткой перестрелки и помощи другим разбросанным по округе десантникам, подполковник прибыл в зону высадки только к 01:30. К 02:35 в зону высадки прибыло всего 110 солдат. Из снаряжения было найдено только небольшое количество бангалорских торпед и пулемёт. Это явилось серьёзной неудачей для батальона, так как в плане атаки артиллерийской батареи рассчитывалось на то, что весь батальон будет в сборе, включая нескольких сапёров, а также в наличии будет большое количество тяжёлого снаряжения. Имея чёткий приказ об уничтожении батареи к 05:30, Отуэй понял, что он не может больше ждать подкреплений, и в 02:50 повёл своих солдат на штурм. При этом, батальон насчитывал уже 150 десантников, так как в 02:45 в зону высадки прибыла ещё одна небольшая группа из числа отставших.

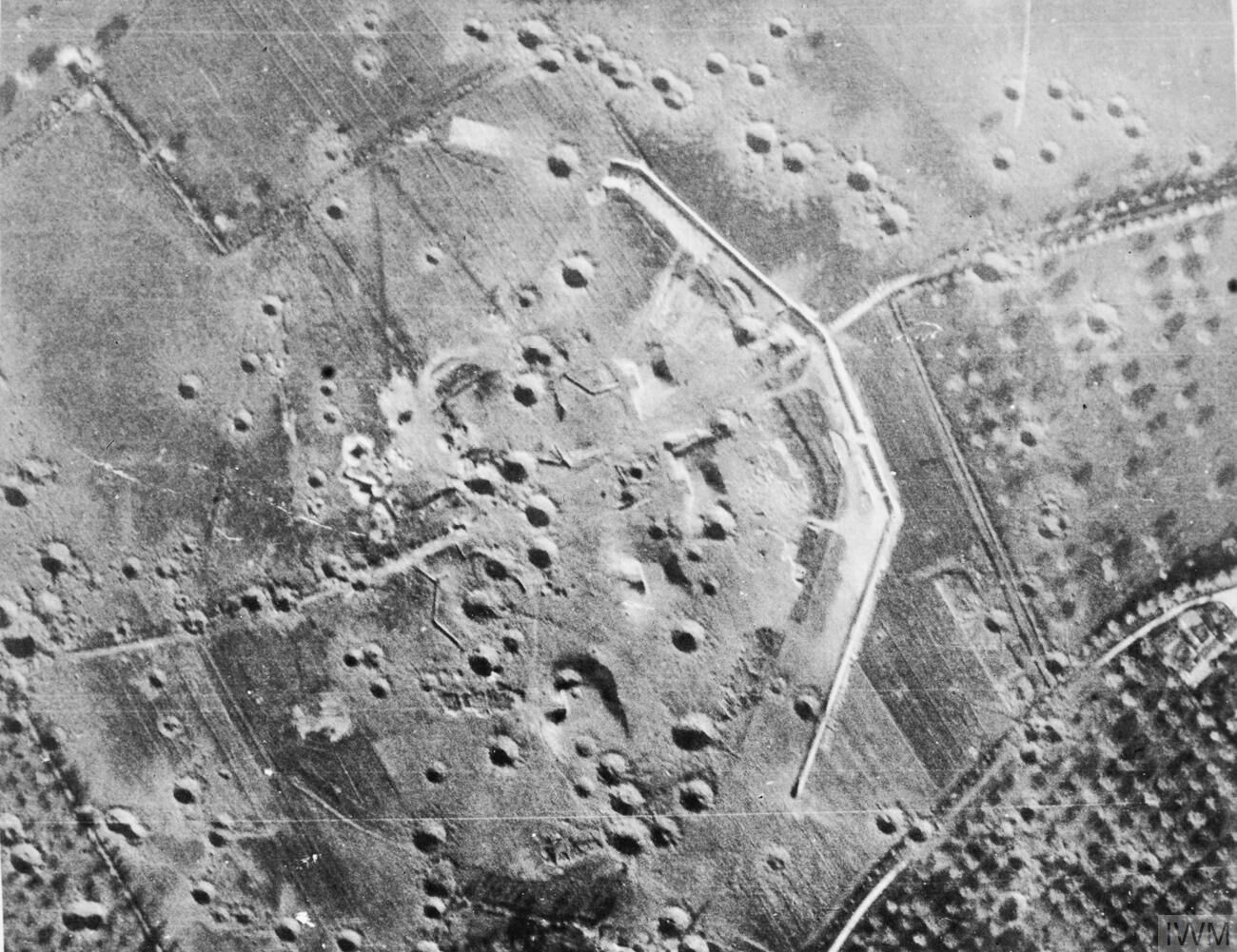
Аэроснимок мервильской орудийной батареи, после воздушных бомбардировок. Май 1944 г.

Батальон прибыл в район батареи к 04:00; там же к нему присоединились выжившие десантники из группы целеуказателей, случайно атакованной в ходе налёта английских бомбардировщиков на батарею. Солдаты начали готовиться к штурму, параллельно с этим целеуказатели пометили те места, в которых было необходимо поместить бангалорские торпеды. Батальон был поделён на четыре штурмовых группы — по одной на каждый из казематов, имевшихся в батарее, и к 04:30, когда стали прибывать планёры с инженерами, всё уже было готово. Из трёх запланированных планёров до батареи добралось только два: одному планёру пришлось вернуться сразу после взлёта из-за технических неполадок. Две оставшихся машины попали под зенитный и пулемётный огонь, что привело к тому, что один планёр приземлился, не долетев примерно в 45 м до цели, а другой, загоревшийся от попадания, сел в 370 м от батареи.
Как только первый планёр сел, Отуэй начал штурм: он приказал взорвать заряды таким образом, чтобы во внешней обороне образовались два прохода, по которым десантники могли бы наступать. Защитники батареи были встревожены взрывами и открыли огонь, который привёл к тяжёлым потерям среди британцев: так, из солдат, штурмовавших четвёртый каземат, только четверо добрались до самого каземата, который им удалось нейтрализовать при помощи гранат, брошенных в вентиляционные трубы, а также с помощью стрельбы по обзорным щелям. Остальные казематы были зачищены с помощью разрывных гранат и гранат с белым фосфором. Забросить гранаты не составило особого труда, так как расчёт батареи не позаботился о запирании дверей, ведущих внутрь. Десантники взяли в плен много немецких солдат, после чего заготовили заряды для уничтожения артиллерийских орудий. Однако, обнаружилось, что вся артиллерия, находившаяся в батарее — не современные 150-мм орудия, а 100-мм гаубицы чехословацкого производства времён Первой мировой войны. Солдаты постарались управиться с помощью имевшихся у них боеприпасов — одно орудие было выведено из строя с помощью ручных гранат, в ствол другого были заложены снаряды. Эти меры, однако, оказались недостаточными, так как по меньшей мере одно орудие оказалось в рабочем состоянии, когда позднее немцы снова заняли батарею.
После того, как атака была завершена, десантники собрали военнопленных, включая их раненых солдат, и отступили, так как оставаться в батарее было нельзя: у батальона не было радиопередатчика, а в случае, если до 05:30 лёгкий крейсер HMS Arethusa не получал от них никакого сигнала, то по резервному плану он должен был начать бомбардировку батареи. Десантники выполнили своё основное задание, но это далось немалой ценой: 50 солдат погибло, 25 было ранено, потери составили ровно половину батальона. После захвата батареи батальон зачистил деревню Ле Плен, изгнав оттуда вражеский гарнизон величиной во взвод. После этого уцелевшие британские солдаты вернулись в район встречи к 05:30 — батальон был слишком слаб для того, чтобы выполнять свои другие второстепенные задачи.
8-й парашютный батальон, в чью задачу входил подрыв двух мостов в районе Бура и одного в районе Троарна, был выброшен в то же время, что и 9-й парашютный батальон и точно также как же разбросан по большой территории, причём, многие десантники приземлились в районе действий 5-й парашютной бригады. Когда офицер, командующий батальоном, в 01:20 прибыл в зону встречи, он встретил лишь 30 десантников и небольшую группу сапёров с джипом и прицепом. К 03:30 число десантников увеличилось примерно до 140, но до сих пор отсутствовали сапёры, которые должны были взрывать мосты, поэтому командующий офицер решил послать небольшой отряд для подрыва мостов в Буре, а самому вести остальных людей к перекрёстку севернее Троарна, где можно было бы дожидаться подкреплений перед нападением на саму деревню. Однако, отряд, посланный в Бур, обнаружил, что мосты были уничтожены группой сапёров, добравшихся до них парой часов ранее. Эта группа сапёров вскоре присоединилась к батальону, ждущему на перекрёстке. К этому времени число людей в батальоне увеличилось на 50 человек. Для того, чтобы проверить состояние моста, в Троарн было выслано диверсионное отделение и отделение сапёров. Посланные солдаты вскоре попали под огонь, открытый из дома, находившегося рядом с мостом. После короткой перестрелки, десантники захватили в плен нескольких немецких солдат из 21-й дивизии, после чего приблизились к мосту, который оказался уже взорванным. С помощью взрывчатки сапёры расширили провал между концами моста, после чего вся группа вернулась на перекрёсток, где их ждал остальной батальон. После того, как все поставленные задачи были выполнены, батальон двинулся на север и занял позиции возле Ле Мения, для того, чтобы расширить плацдарм, захваченный дивизией.

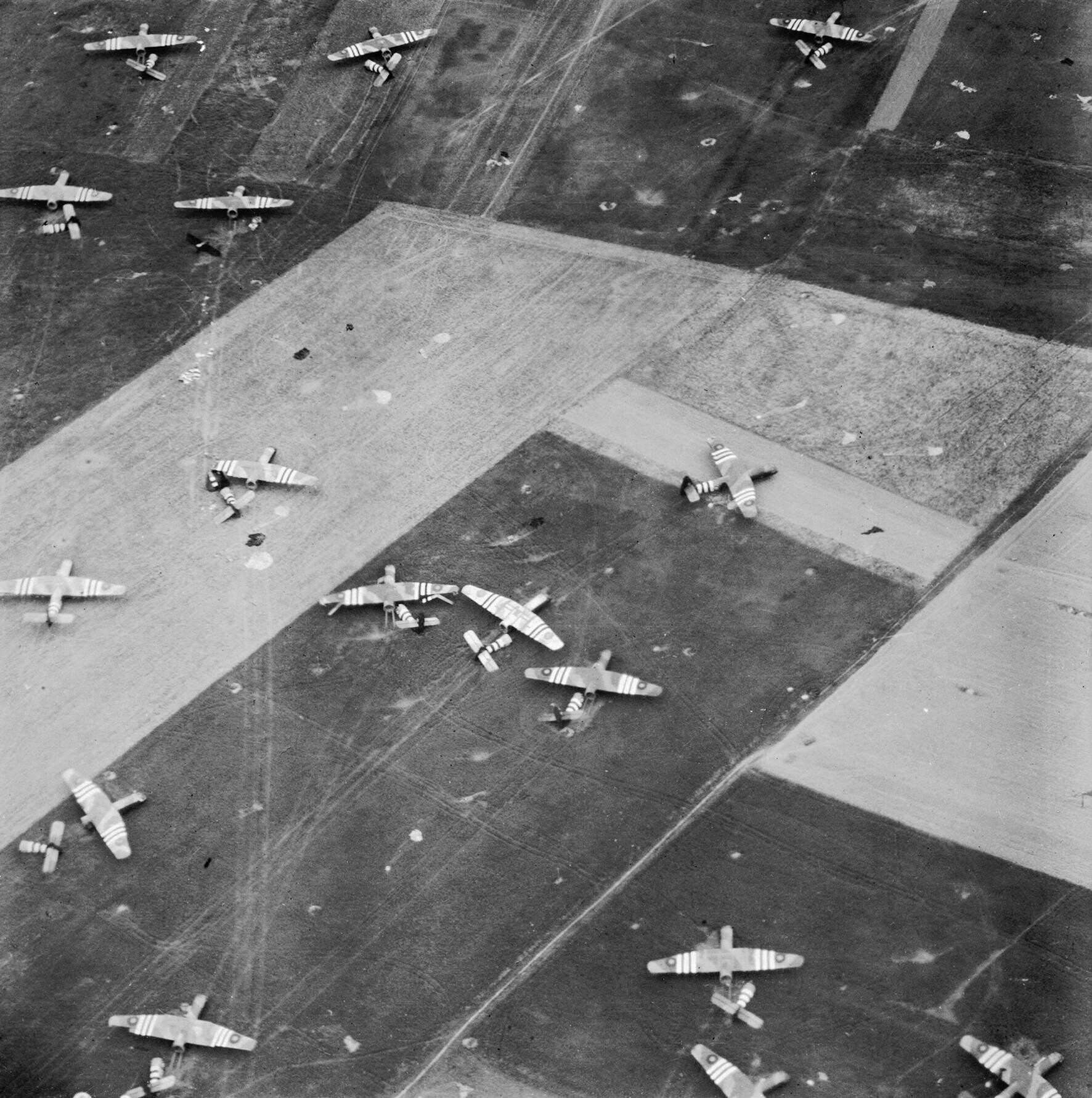
Планёры «Хорса», приземлившиеся в зоне высадки «N»

Третьим соединением из состава 3-й парашютной бригады был 1-й канадский парашютный батальон, в чью задачу входил подрыв двух мостов: одного — в Варавиле, другого — в Робеоме. Как и многие другие подразделения дивизии, батальон был сильно разбросан по оперативной зоне: так, например, одна группа бойцов приземлилась в 16 км от района высадки, ещё одна группа — неподалёку от пляжей вторжения. Многие парашютисты угодили в затопленные немцами районы возле Варавиля, при этом некоторые утонули из-за своего тяжёлого снаряжения. Группа десантников под командованием лейтенанта стала двигаться по направлению к мосту в деревне Робеом, собирая по дороге несколько других групп, состоящих из десантников и сапёров. Когда группа дошла до моста, выяснилось, что он невредим. Так как сапёры, в чьи обязанности входило осуществление подрыва, не появились и после нескольких часов ожидания, в 03:00 десантники собрали всю имевшуюся у них взрывчатку, установили её на мосту и взорвали. Мост был повреждён, но не уничтожен. В 06:00 прибыли сапёры; они завершили подрыв моста под прикрытием десантников. Тем временем, другая рота из того же батальона пыталась выполнить поставленные перед ней задачи: требовалось очистить Варавиль от вражеского гарнизона и уничтожить находящуюся там орудийную позицию, взорвать мост через реку Диветт и уничтожить радиопередатчик возле Варавиля. Однако, в роте не хватало людей — присутствовала лишь часть от положенных 100 человек. Небольшая группа парашютистов, возглавляемая командиром роты, атаковала укрепления возле Варавиля, на которых оборонялись 96 немецких солдат, а также несколько пулемётных гнёзд и артиллерийскую позицию. Немецкий артиллерийский огонь нанёс парашютистам значительный урон: в частности, был убит командир роты; обе стороны попали в тупиковое положение. Ситуация изменилась после того, как британцы открыли по немцам миномётный огонь — в 10:00, после нескольких часов миномётного обстрела, немецкий гарнизон сдался в плен. После этого парашютистов сменили прибывшие морем британские коммандос из 1-й бригады специального назначения.

### 6-я авиадесантная бригада и штаб 6-й воздушно-десантной дивизии
Штаб 6-й воздушно-десантной дивизии, также летевший на планёрах, приземлился в посадочной зоне, расчищенной сапёрами и ротой из состава 13-го парашютного батальона, в 03:45. Всего несколько планёров промахнулись мимо зоны вследствие плохих погодных условий и ошибок в навигации. Когда все члены штаба оказались в сборе и сопровождающие десантники собрались вместе, штаб перебрался в район Ле Ба де Ранвиль и основался там. В 05:00 был установлен контакт со штабом 5-й парашютной бригады, в 12:35 — со штабом 3-й парашютной бригады. После этого, в 13:53 штаб связался с 1-й бригадой специального назначения, высадившейся с моря и начавшей продвигаться вглубь суши. К 21:00 планёры, перевозившие 6-ю авиадесантную бригаду прибыли в предназначенную для них зону посадки. Момент приземления сопровождался тяжёлым миномётным и стрелковым обстрелом со стороны расположенных неподалёку немецких позиций. Однако, потери британцев оказались невелики и через полтора часа десантники встретились в своих местах сбора.
К 00:00 6-я дивизия была полностью размещена на восточном фланге района вторжения, исключение составил лишь 12-й батальон Девонширского полка, из состава 6-й авиадесантной бригады, который должен был прибыть морем на следующий день. 3-я парашютная бригада удерживала полосу фронта шириной 6 км: 9-й парашютный батальон находился в Ле Плен, 1-й канадский парашютный батальон — в Ле Менель, а 8-й парашютный батальон — в южной части Буа де Бавен. В 5-й парашютной бригаде 12-й парашютный батальон занимал Ле Ба де Ранвиль, 13-й парашютный батальон — Ранвиль, а 7-й парашютный батальон сохранялся в резерве. 6-я авиадесантная бригада находилась в готовности для использования двух её батальонов в расширении плацдарма, удерживаемого дивизией и 1-й бригадой специального назначения, временно подчинённой 6-й дивизии. На тот момент бригада удерживала деревни к северу и северо-востоку от зоны выброски «N».

## Дальнейшие действия дивизии
«Тонга» оказалась успешной десантной операцией: все цели, поставленные перед 6-й воздушно-десантной дивизией были достигнуты, все дивизионные соединения уложились в поставленные перед ними временные рамки. Задачи были выполнены несмотря на множественные проблемы, связанные с тем, что значительное число парашютистов оказалось разбросанным по большому периметру из-за неблагоприятных погодных условий и навигационных ошибок пилотов. Ошибки в навигации привели, в частности, к тому, что 10 из 85 планёров, участвовавших в операции, приземлились более чем в 3 км от предназначенной зоны посадки. С другой стороны, столь нежеланное явление в определённой степени сыграло союзникам на руку: из-за того, что войска оказались столь разбросанными, обороняющиеся немецкие войска не смогли точно определить место и масштаб высадки воздушного десанта британцев. Между 5 июня и 7 июня в ходе операции дивизия понесла потери в размере 800 человек, при том, что всего на тот момент в ней было 8500 человек. Дивизия продолжала удерживать плацдарм и после того, как она соединилась с войсками, высадившимися морем — теперь десантники стали выполнять роль простой пехоты. Между 7 и 10 июня силам дивизии пришлось отразить несколько немецких атак. При этом 9-й батальон попал под особо тяжёлую бомбардировку и на его долю пришлось большое число немецких атак.
С 7 июня по 16 августа силы дивизии консолидировались, после чего началось расширение удерживаемого плацдарма. 11 июня было принято решение о расширении плацдарма к востоку от реки Орн, эта миссия была возложена на 6-ю воздушно-десантную дивизию. Однако, из-за сильной обороны противника в том районе, более высокое командование посчитало, что имеющихся сил недостаточно и под командование 3-й парашютной бригады был дополнительно переведён 1-й батальон 5-го Королевского Шотландского полка («Чёрная стража»). 11 июня батальон пошёл в наступление на Бревиль-ле-Мон, но встретил ожесточённое сопротивление — атака была отбита с большими потерями в рядах британских войск. На следующий день весь фронт 3-й парашютной бригады подвергся мощному артиллерийскому обстрелу и танковым атакам противника, при этом немцы сконцентрировали своё усилие на позициях, удерживаемых 9-м парашютным батальоном. 9-й батальон и остатки батальона «Чёрной стражи» обороняли Шато Сен-Ком, но, в конечном счёте, им пришлось отступить, однако, после того, как подполковник Отуэй сообщил бригадиру Хиллу, что его батальон не сможет долго удерживать свои позиции, Хилл собрал парашютистов 1-го канадского парашютного батальона и организовал контратаку, заставившую немцев уйти.
С того момента и до середины августа дивизия оставалась на статичных позициях, удерживая левый фланг плацдарма союзников и проводя тщательное патрулирование местности. Это время оказалось трудным для дивизии, так как большая часть десантников ожидала, что их выведут из Нормандии ещё на ранних стадиях Нормандской операции. По мере того, как пребывание на постоянных позициях продолжалось, в солдатах росло разочарование и «приходилось уделять много внимания поддержанию агрессивного духа». 7 августа дивизии был отдан приказ подготовиться к наступлению, и в ночь на 17 августа войска дивизии начали продвигаться навстречу сильному немецкому сопротивлению. Продвижение завершилось 26 августа, когда дивизия достигла своей цели — дошла до дельты Сены. За девять дней боёв солдаты прошли 72 км, захватили территорию площадью около 1000 км² и взяли в плен более 1000 немецких солдат. Всё это было достигнуто несмотря на то, что, по словам Гейла, его пехотные соединения «были неадекватно экипированы для быстрого преследования». Дивизионные потери за этот период составили 4457 человек: среди них 821 погибших, 2709 раненых и 927 пропавших без вести. 27 августа дивизия была наконец выведена с линии фронта, а в начале сентября она вернулась в Англию.